# 吉尔吉斯斯坦—土耳其关系
吉尔吉斯斯坦－土耳其关系是吉尔吉斯斯坦和土耳其之间的双边关系。两国均为伊斯兰合作组织、突厥國家組織的正式成员国，且使用突厥语族的语言作为官方语言。

## 概况
苏联解体后，土耳其政府认为其有机会与中亚的各个突厥语国家结盟，因而迅速与新独立的吉尔吉斯斯坦政府首脑安排外交交流，并于1991年12月16日成为第一个承认吉尔吉斯斯坦的国家。两国于1992年1月29日建立外交关系，并于同年在比什凯克和安卡拉互设使馆。
泛突厥主义促使土耳其加强与吉尔吉斯斯坦的关系。土耳其与吉尔吉斯斯坦签订了一些文化方面的协议，并支持其成为由伊朗、巴基斯坦和土耳其创始的区域贸易协定组织经济合作组织的正式成员。、 经济和技术援助
独立后，尽管吉尔吉斯斯坦迅速部署经济改革计划，但因为面积狭小，人才流失，吉国仍然是独联体国家中经济衰退最严重的国家之一然而，土耳其缺乏足够的经济资源来缓解吉尔吉斯斯坦的经济衰退。土耳其曾在吉尔吉斯斯坦创办过一些合资企业，但它们的经营大都以失败告终。而土耳其也因此认为吉尔吉斯斯坦市场狭小，吉国没有俄罗斯的援助则在经济上发展艰难。土耳其也因而重新调整其政策，将其对吉国的援助范围缩小到技术支持和投资领域。
土耳其的泛突厥外交政策将土耳其推向与俄罗斯的竞争，但吉尔吉斯斯坦最终选择了加强与俄罗斯的关系并加入由俄罗斯主导的集体安全条约组织以及欧亚经济联盟，因为俄罗斯为吉尔吉斯斯坦提供的经济援助比土耳其更可持续，且两国的军队都曾接受过前苏联的训练，相互之间有亲近感，且吉尔吉斯国内的基础设施也大多由俄罗斯兴建。
尽管如此，截至2019年，土耳其与吉尔吉斯斯坦共签署了100多项双边协议和议定书，为两国关系的巩固奠定了法律基础，两国政府高层也进行了多次高层互访。

## 旅行与簽證

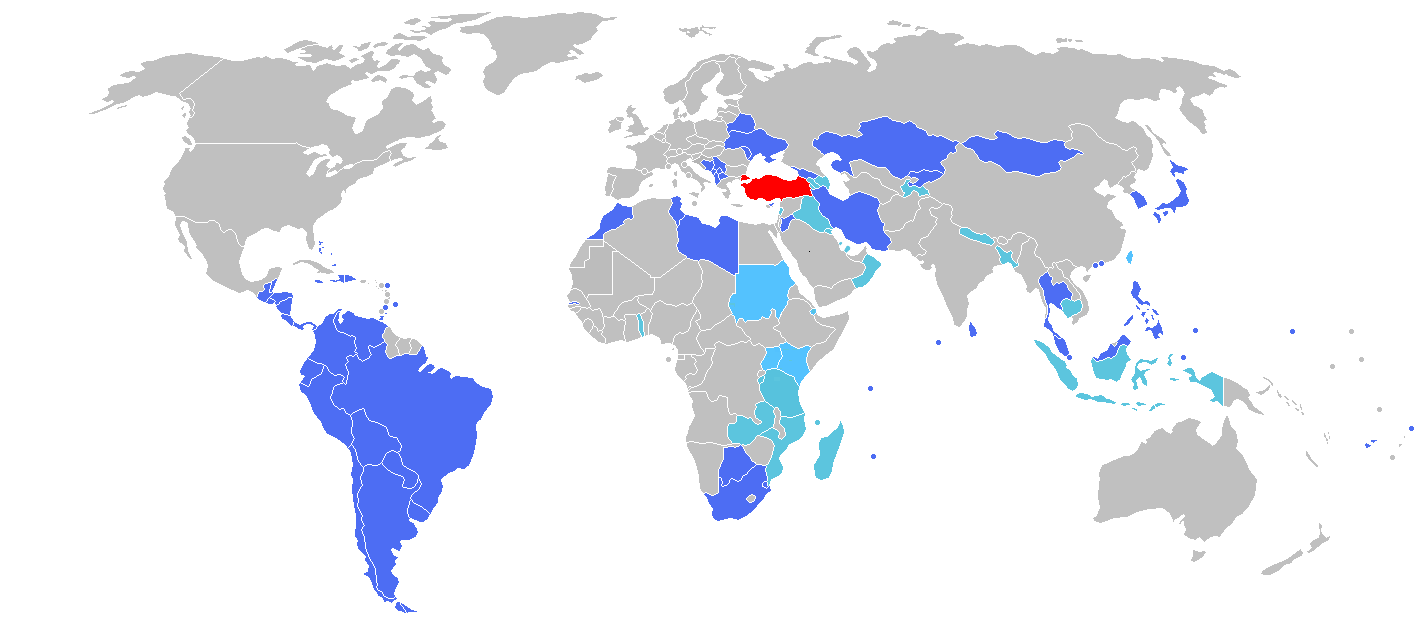
持土耳其護照的土耳其公民簽證要求分布圖：入境吉爾吉斯可以免簽證。

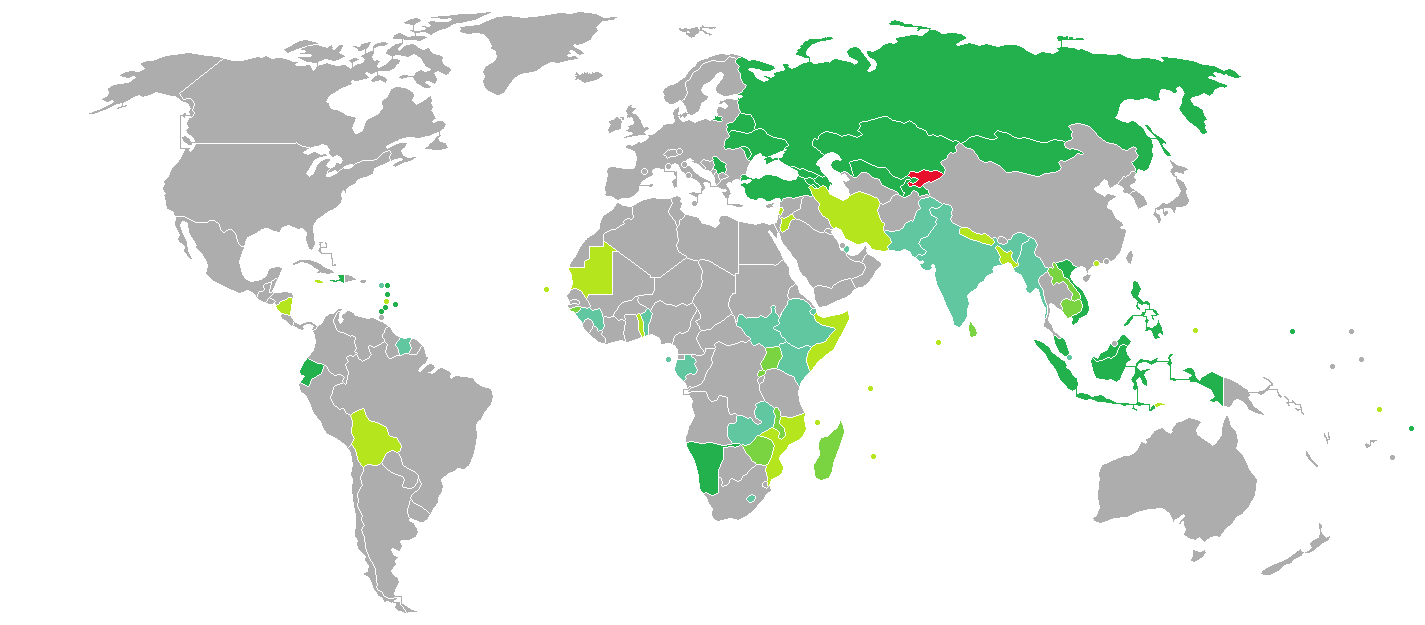
持吉爾吉斯護照的吉爾吉斯人口簽證要求分布圖：入境土耳其可以免簽證。

两国相互给予对方国家免签证入境待遇，土耳其政府单方面给予持吉爾吉斯護照的吉爾吉斯公民免簽證入境90天的待遇，而吉尔吉斯政府则单方面给予持土耳其護照的土耳其公民免签证入境30天的待遇。

## 交通

### 航空
两国有直航航班：
|                 | 土耳其（按照都會區人口排列）                                                                                       |
| --------------- | --- |
| 比什凯克-玛纳斯 | 伊斯坦布尔（阿特拉斯环球航空） 伊斯坦布爾-萨比哈格克琴（飛馬航空、玛纳斯航空） 伊斯坦布爾-阿塔圖爾克（土耳其航空） |